# Garganta Torinas
La garganta Torinas es un curso de agua de la península ibérica, afluente del Tiétar, perteneciente a su vez a la cuenca hidrográfica del Tajo. Tiene su recorrido por la provincia española de Toledo.

## Etimología
Siguiendo a Ramón Menéndez Pidal, Francisco Villar relaciona el hidrónimo con el antropónimo prerromano Turos, identificación compartida con otros topónimos, no solo hidrónimos, de la península ibérica. Jiménez de Gregorio, en cambio, lo relaciona con la palabra Toro.

## Descripción
Afluente del río Tiétar por la izquierda, discurre por los términos municipales de Almendral de la Cañada, La Iglesuela del Tiétar y Sartajada —todos en la provincia de Toledo— antes de desembocar en este. Está cruzado por un antiguo puente romano de tres ojos, situado en el camino que une las localidades de la Iglesuela del Tiétar y Sartajada. Tiene una longitud de 18 kilómetros.